# Damaris Godínez
Damaris Godínez (* 22. Juli 1999 in Zapopan, Jalisco), auch bekannt unter ihrem Spitznamen Mama, ist eine mexikanische Fußballspielerin auf der Position einer Verteidigerin.

## Leben
Godínez begann ihre Laufbahn beim Club León Femenil und wechselte zur Saison 2018/19 zum Puebla Femenil. Seit der Saison 2019/20 steht Godínez bei Chivas Femenil, der Frauenfußballmannschaft des Club Deportivo Guadalajara, unter Vertrag, mit der sie in der Clausura 2022 die mexikanische Frauenfußballmeisterschaft und anschließend auch den Supercup der Saison 2021/22 gewann.

## Spitzname
Ihren Spitznamen Mama erhielt Godínez nach einem Interview, in dem sie erklärte, wie schwierig die Balance ist, einerseits Fußballspielerin und andererseits Mutter zu sein. Ihrem vierjährigen Sohn erklärte sie immer dann, wenn er traurig war, dass sie wieder zur Arbeit musste, dass sie für den beliebtesten Verein Mexikos spielt, so dass ihr Sohn dadurch moralisch aufgebaut wurde und sich seitdem ebenfalls für den Verein interessiert.

## Erfolge
- Mexikanische Frauenfußballmeisterin: Clausura 2022
- Campeón de Campeones: 2021/22